# Katarzyna Wielka (film 1996)
Katarzyna Wielka (ang. Catherine the Great) – amerykańsko-niemiecko-austriacki film telewizyjny z 1996 roku opisujący historię życia rosyjskiej carycy Katarzyny II.

## Obsada
- Catherine Zeta-Jones – caryca Katarzyna II
- Paul McGann – Potemkin
- Ian Richardson – Woroncew
- Brian Blessed – Bestuszew
- John Rhys-Davies – Pugaczow
- Craig McLachlan – Sałtykow
- Hannes Jaenicke – car Piotr III
- Agnès Soral – hrabina Bruce
- Mark McGann – Grzegorz Orłow
- Stephen McGann – Aleksander Orłow
- Veronica Ferres – Woroncowa
- Mel Ferrer – patriarcha
- Jeanne Moreau – caryca Elżbieta
- Omar Sharif – Razumowski
- Christoph Waltz – Mirowicz